# Ophiomyia kilembensis
Ophiomyia kilembensis este o specie de muște din genul Ophiomyia, familia Agromyzidae, descrisă de Spencer în anul 1985.
Este endemică în Uganda. Conform Catalogue of Life specia Ophiomyia kilembensis nu are subspecii cunoscute.